# Amphictene favona
Amphictene favona är en ringmaskart som beskrevs av Anne D. Hutchings och Peart 2002. Amphictene favona ingår i släktet Amphictene och familjen Pectinariidae. Inga underarter finns listade i Catalogue of Life.